# Caroline Augusta Foley Rhys Davids
Pour les articles homonymes, voir Davids.
Caroline Augusta Foley Rhys Davids, née le 27 septembre 1857 à Wadhurst (Sussex de l'Est) et morte le 26 juin 1942 à Chipstead (Surrey), est une traductrice et spécialiste du pâli. De 1923 à 1942, elle présida la Pali Text Society qui avait été fondée en 1881 par son mari, Thomas William Rhys Davids.

## Biographie

### Enfance et études
Caroline Augusta Foley est la fille de John Foley et de Caroline Elizabeth Windham. Elle est issue d'une famille d'ecclésiastiques : son père, John Foley, fut pasteur de Wadhurst de 1847 à 1888 ; son grand-père et son arrière-grand-père le furent respectivement à Holt, dans le Worcestershire, et à Mordiford, dans le Herefordshire.
Elle s'est inscrite au University College de Londres où elle étudia principalement l'économie, la philosophie et la psychologie. C'est aussi là qu'elle commença l'étude du sanskrit avec l'orientaliste Reinhold Rost (en).
En tant qu'étudiante, elle était déjà un écrivain prolifique et une militante au sein de mouvements luttant contre la pauvreté, pour le droit des enfants et pour le droit de vote des femmes.
Elle obtint son baccalauréat en arts en 1886 et sa maîtrise en arts en 1889.

### Mariage et carrière
Un ami commun présenta T. W. Rhys Davids à Caroline, sachant qu'ils avaient tous les deux un intérêt commun pour les études indiennes, et ils se marièrent très peu de temps après en 1894. T. W. Rhys Davids encouragea Caroline à poursuivre des études bouddhiques et d'effectuer des recherches sur la psychologie bouddhiste et sur la place des femmes dans le bouddhisme. Ainsi, parmi ses premiers travaux, il y une traduction du Dhammasaṅgaṇī (en), un texte issu de l'Abhidhamma theravadin qu'elle publia en 1900 sous le titre A Buddhist manual of psychological ethics: Being a translation, now made for the first time, from the original Pali, of the first book in the Abhidhamma Piṭaka, entitled: Dhamma-sangaṇi (Compendium of States or Phenomena) ; une autre de ses premières traductions fut celle du Therigatha, une œuvre canonique composées de versets, traditionnellement attribuée aux premières nonnes bouddhistes (Psalms of the Sisters [1909]).
Elle a obtenu le poste de professeur de philosophie indienne à l'université de Manchester en 1910, poste qu'elle a conservé jusqu'en 1913. Entre 1918 et 1933, elle fut professeur d'histoire du bouddhisme à la School of Oriental Studies (rebaptisée en 1938 School of Oriental and African Studies). À côté de sa carrière académique, elle fut en même temps secrétaire honoraire de la Pali Text Society (PTS), société créée par son mari afin de transcrire et traduire les textes bouddhistes pâlis. Elle a conservé cette fonction de 1907 jusqu'à la mort de son mari en 1922 ; l'année suivante, elle lui a succédé en tant que présidente de la société.
Ses traductions des textes pâlis étaient par moments idiosyncratiques, mais son apport fut considérable. Elle fut l'un des premiers érudits à tenter des traductions de textes de l'Abhidhamma, connus pour leur complexité et l'emploi délicat d'une langue technique. Elle a aussi traduit de larges portions du Sutta Pitaka, ou a révisé et supervisé les traductions d'autres spécialistes  de la PTS. En outre, elle a aussi écrit de nombreux articles et livres populaires sur le bouddhisme ; c'est probablement dans ces manuels et articles de journaux que sa volte-face controversée sur plusieurs points clé de la doctrine theravāda peut être remarquée pour la première fois. Bien qu'au début de sa carrière elle ait adhéré à nombre des principales croyances des enseignements bouddhistes, elle a refusé plus tard le concept d'anatta en tant qu'enseignement bouddhiste « originel ». Elle semble avoir influencé en ce sens plusieurs de ses étudiants, parmi lesquels A. K. Coomaraswamy, Frank Lee Woodward et Isaline Blew Horner.

### Famille et mort

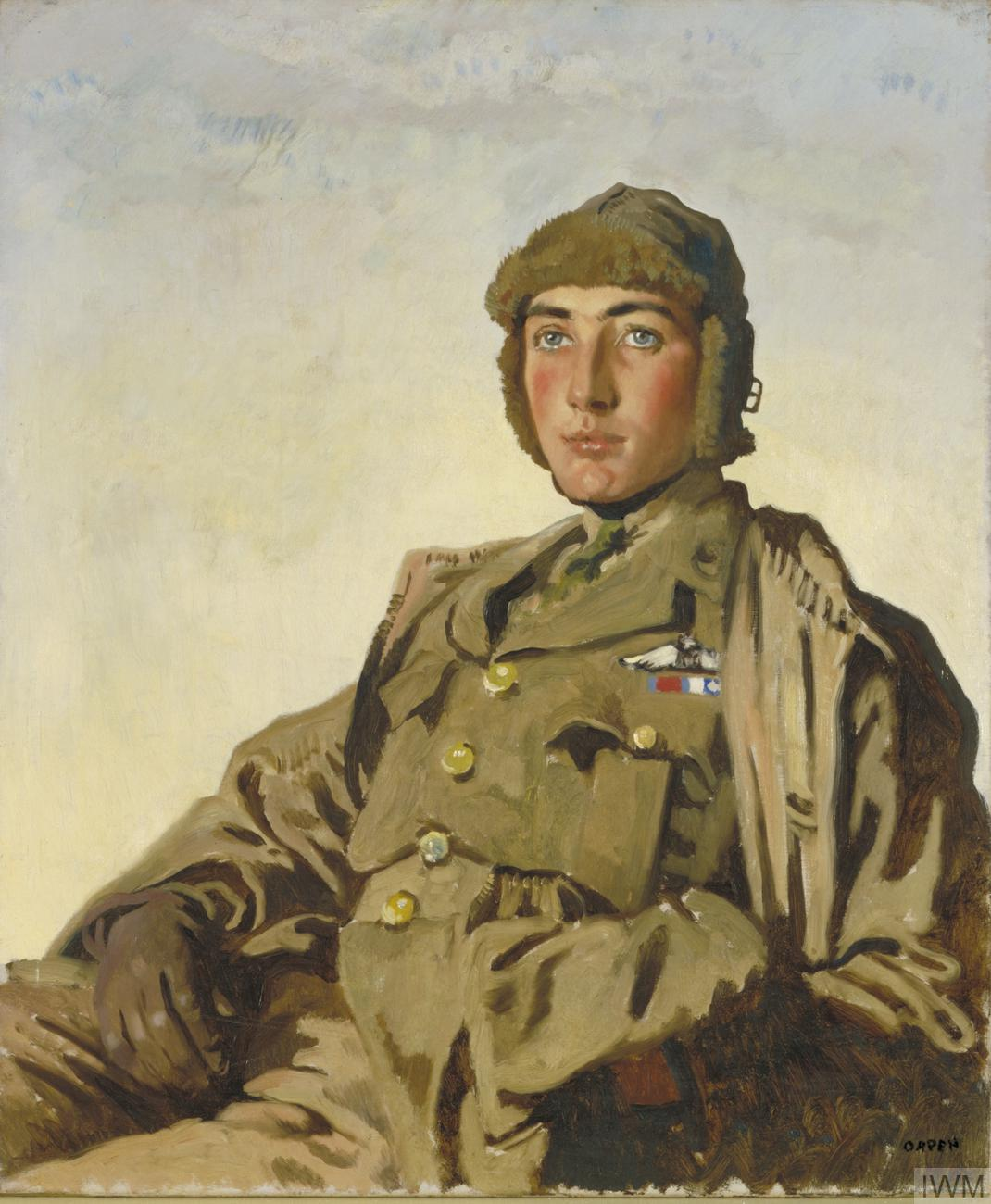
Arthur Rhys Davids

Caroline et Thomas ont eu trois enfants : Vivien Brynhilda (née en 1895), Nesta Enid (née en 1900) et Arthur Rhys-Davids (né en 1897), un As de la Grande Guerre déclaré mort au combat lors d'une bataille aérienne le 23 octobre 1917.
Caroline A. F. Rhys Davids est morte subitement à Chipstead, dans le Surrey, le 26 juin 1942. Elle avait 84 ans.

## Influence du spiritisme
Au contraire de son mari, C.A.F. Rhys Davids fut profondément influencée par le spiritisme et peut-être par la Société théosophique. De ces deux mouvements, ce fut probablement le spiritisme mais aussi ses études en psychologie avec George Croom Robertson (en) à l' University College de Londres qui inspirèrent le plus sa réinterprétation ultérieure du bouddhisme. Il semble qu'elle ait eu peu de contacts concrets avec des groupes théosophiques jusqu'à très tard dans sa carrière et elle a même critiqué la croyance théosophique dans quelques œuvres. Elle s'est surtout impliquée dans diverses formes de communication psychique avec les morts, essayant d'abord de joindre son fils mort au moyen de séances spirites et ensuite par le biais de l'écriture automatique. Elle prétendit plus tard avoir développé la clairaudience tout comme la capacité d'aller dans l'au-delà par le rêve.

## Publications

### Œuvres originales
- Buddhism: A Study of the Buddhist Norm (1912)
- Buddhist Psychology: An Inquiry into the Analysis and Theory of Mind in Pali Literature (1914)
- Old Creeds and New Needs (1923)
- The Will to Peace (1923)
- Will & Willer (1926)
- Gotama the Man (1928)
- Sakya: or, Buddhist Origins (1928)
- Stories of the Buddha : Being Selections from the Jataka (1929)
- Kindred Sayings on Buddhism (1930)
- The Milinda-questions : An Inquiry into its Place in the History of Buddhism with a Theory as to its Author (1930)
- A Manual of Buddhism for Advanced Students (1932)
- Outlines of Buddhism: A Historical Sketch (1934)
- Buddhism: Its Birth and Dispersal (1934) - Un ouvrage complètement réécrit destiné à remplacer Buddhism: A Study of the Buddhist Norm (1912)
- Indian Religion and Survival: A Study (1934)
- The Birth of Indian Psychology and its Development in Buddhism (1936)
- To Become or not to Become (That is the Question!): Episodes in the History of an Indian Word (1937)
- What is your Will (1937) - Réécriture de Will & Willer
- What was the original gospel in 'Buddhism'? (1938)
- More about the Hereafter (1939)
- Wayfarer's Words, V. I-III - Compilation de la plupart  des articles de C. A. F. Rhys Davids et de conférences, principalement de la dernière partie de sa carrière.
  - V. I (1940)
  - V. II (1941)
  - V. III (1942 - posthume)

### Articles
- « On the Will in Buddhism » dans The Journal of the Royal Asiatic Society of Great Britain and Ireland, 1898, pp. 47-59 [lire en ligne]
- « Notes on Early Economic Conditions in Northern India » dans The Journal of the Royal Asiatic Society of Great Britain and Ireland,1901, pp. 859-888 [lire en ligne]
- « The Soul-Theory in Buddhism » dans The Journal of the Royal Asiatic Society of Great Britain and Ireland, 1903, pp. 587-591 [lire en ligne]
- « Buddhism and Ethics » dans The Buddhist Review, vol. 1, n° 1, 1909, pp. 13-23 [lire en ligne]
- « Intellect and the Khandha Doctrine » dans The Buddhist Review, vol. 2, n° 1, 1910, pp. 99-115 [lire en ligne]
- « Pali Text Society » (avec Shwe Zan Aung) dans The Journal of the Royal Asiatic Society, 1917, pp. 403-406 [lire en ligne]
- « The Patna Congress and the "Man" » dans The Journal Of The Royal Asiatic Society of Great Britain And Ireland, 1929, pp. 27-36 [lire en ligne]
- « Original Buddhism and Amṛta » dans Mélanges chinois et bouddhiques, juillet 1939, pp. 371-382 [lire en ligne]

### Traductions
- A Buddhist manual of psychological ethics or Buddhist Psychology, of the Fourth Century B.C., being a translation, now made for the first time, from the Original Pāli of the First Book in the Abhidhamma-Piţaka, entitled Dhamma-Sangaṇi (Compendium of States or Phenomena) (1900)
- Psalms of the Early Buddhists: Volume I. Psalms of the Sisters., Pali Text Society, Londres, 1909  [lire en ligne]
- Points of controversy; or, Subjects of discourse; being a translation of the Kathā-vatthu from the Abhidhamma-piṭaka, cotraduit avec Shwe Zan Aung (1915)